# Kelso (Neuseeland)
Kelso war eine kleine Siedlung im Clutha District der Region Otago auf der Südinsel von Neuseeland.

## Namensherkunft
Die Siedlung wurde nach der schottischen Heimatstadt Kelso eines der ersten Siedler, James Logan, benannt.

## Geographie
Die Siedlung befand sich rund 5 km nordwestlich von Tapanui am Kelso River, nahe seiner Einmündung in den Pomahaka River.

## Geschichte
Die Siedlung wurde erstmals 1875 vermessen, die erste Besiedelung erfolgte im Folgejahr. Der Ort war ursprünglich als Hauptsiedlung von West Otago vorgesehen, verlor diese Rolle aber an das nahe gelegene Tapanui. Am 1. Dezember 1880 die Siedlung über die Tapanui Line mit Waipahi und der Main South Line verbunden und wurde am 1. April 1884 bis nach Heriot verlängert.
In den 1960er und 1970er Jahren hatte die Siedlung fast 300 Einwohner, die zumeist in der Milchviehhaltung und einer kleinen Molkerei beschäftigt waren.
Die Siedlung litt regelmäßig unter Hochwasser, besonders in den Jahren 1913, 1917, 1978 und 1980. Die Flut des Jahres 1978 verursachte derartige Schäden, sodass diese zur Aufgabe der Bahnlinie führten. Die Flut 1980 führte zur vollständigen Umsiedelung der Einwohner. Außer einem Steindenkmal und verblassenden Aufschriften auf mehreren verbleibenden Gebäuden erinnert heute wenig an das ehemalige Zentrum der Siedlung.